# スペースニードル
- トロントのCNタワー
- シカゴのウィリス・タワー （旧称：シアーズ・タワー）
- ラスベガスのストラトスフィア
- シアトルのスペースニードル

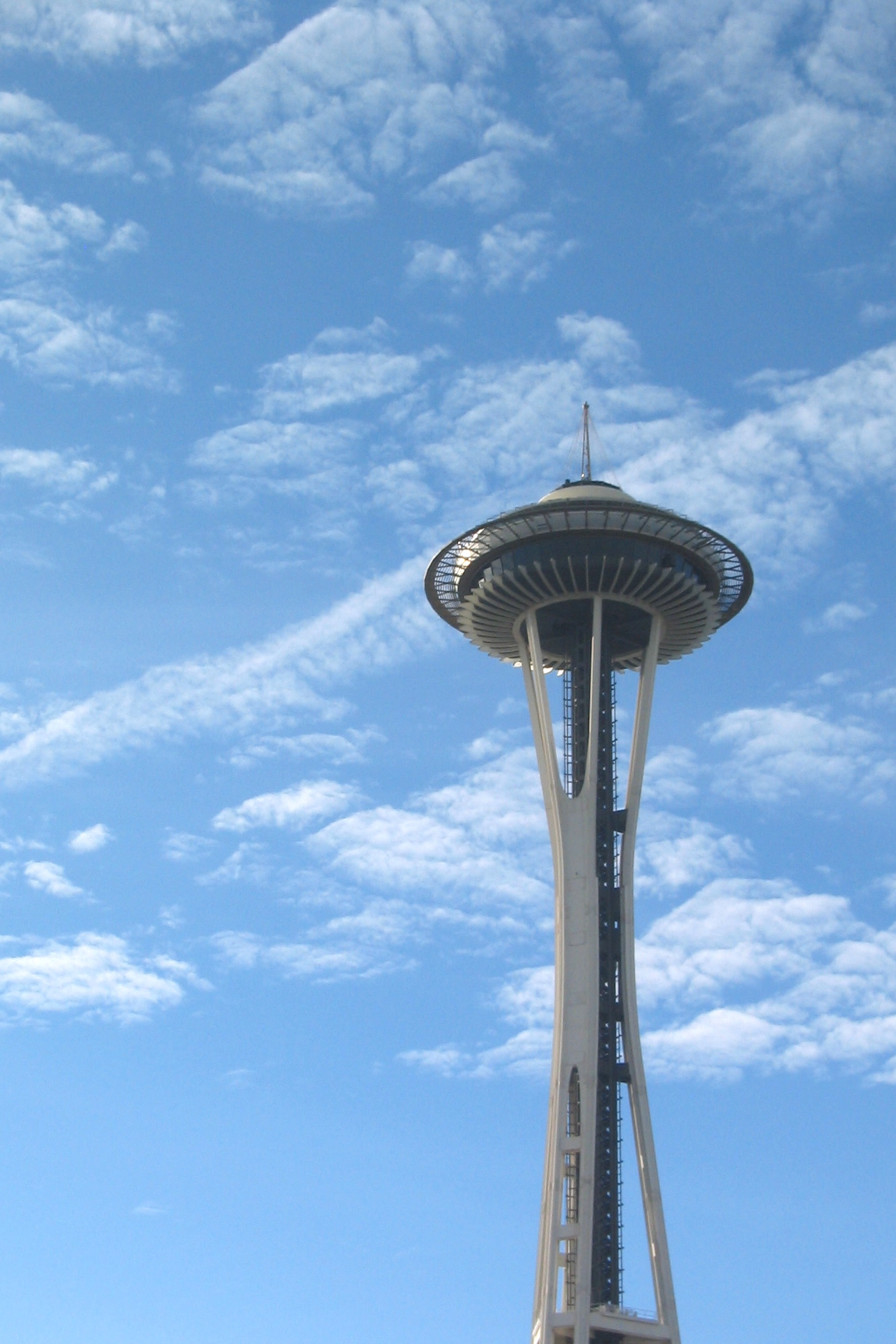
シアトル市中心からスペースニードルを眺める

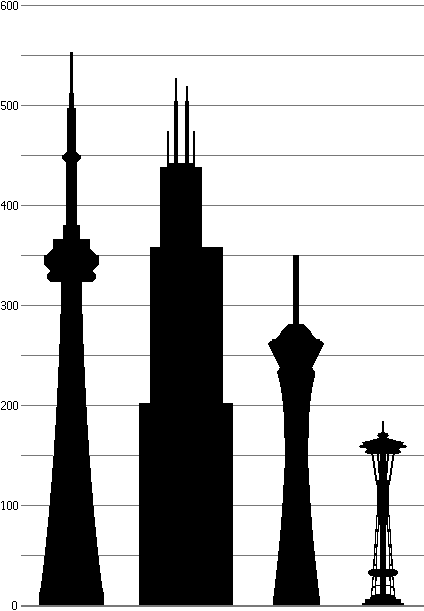
他の塔・高層建築物との比較（左から）
- トロントのCNタワー
- シカゴのウィリス・タワー （旧称：シアーズ・タワー）
- ラスベガスのストラトスフィア
- シアトルのスペースニードル

スペースニードル (Space Needle) とは、アメリカ合衆国ワシントン州シアトルの中心地区にある塔である。1962年の万国博覧会の時に建てられたもので、当時、累計230万人が入場した万国博で、毎日2万人がエレベータを使ってこのタワーに登った。現在は私営である。高さ184メートル（605フィート）、幅は最も広いところで42メートル（138フィート）、総重量9,550トン。時速320キロメートルの風速と、マグニチュード9.1クラスの地震に耐えることができるように設計されている。また25本の避雷針を備える。シアトル、及びアメリカ合衆国北西太平洋地域の著名なランドマークとして知られる。
スカイシティーレストランや土産物店などの主な施設はみな、地上から159メートル離れた展望台に設置されている。展望台からは、シアトル市街地のほか、オリンピック山脈やカスケード山脈、レーニア山、エリオット湾に浮かぶ島などが見渡せる。
来場者は時速16キロメートルのエレベータで展望台に43秒ほどで上がることができるが、強風時には時速7.9キロメートルまで速度を落とす。

## 建築

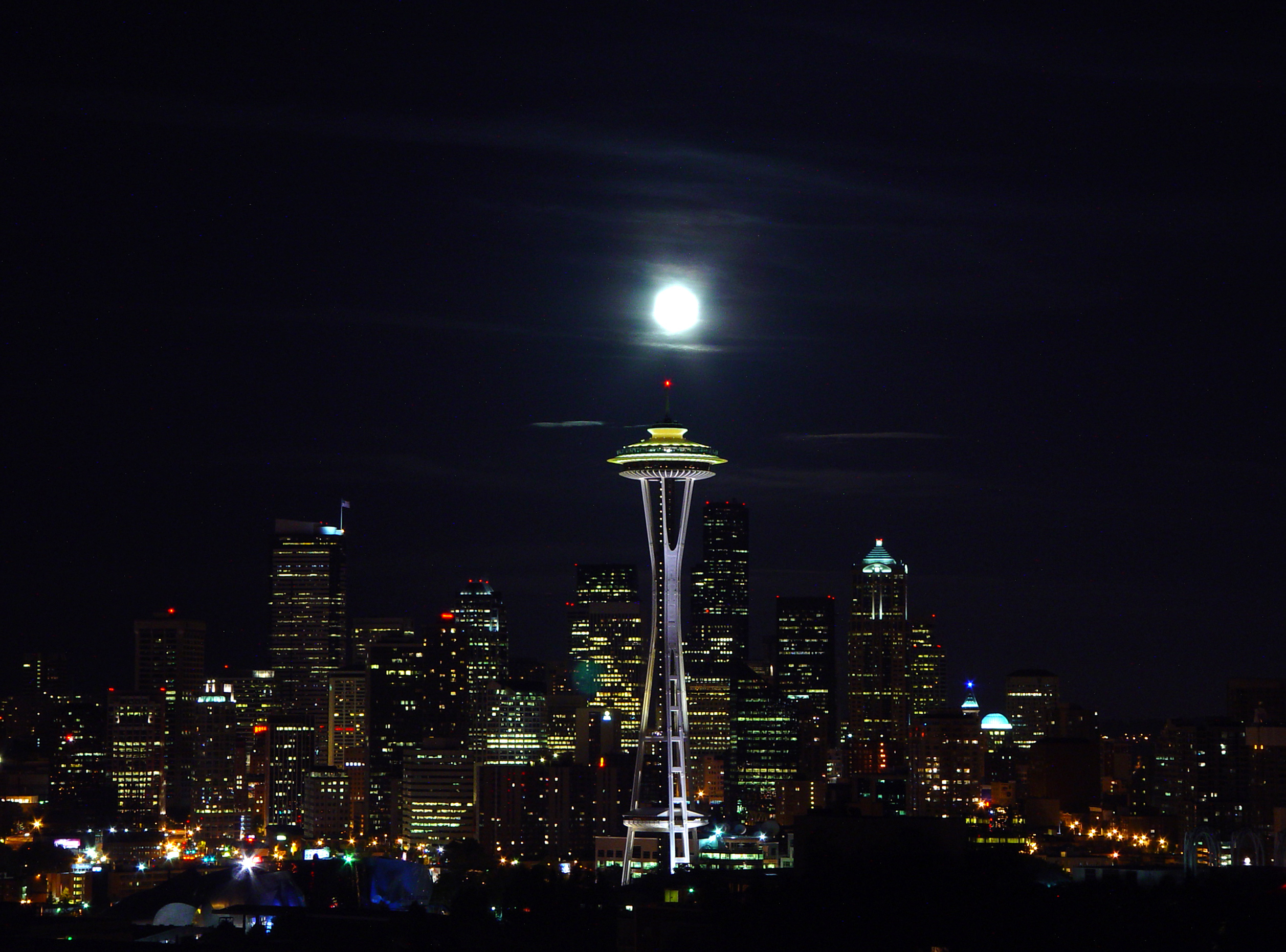
シアトルの夜景に浮かぶスペースニードル

スペースニードルの建築は、エドワード・カールソンとジョン・グラハム・ジュニア両者の折衷案である。万国博の参加者で企業家のエドワード・カールソンは、大きな気球を地面と結びつける構想を打ち出した。もうひとつの構想は建築家のジョン・グラハムが考えた空飛ぶ円盤である。そして、ビクター・ステインブリュークが、砂時計の形をした塔を提示した。
スペースニードルは少なくともマグニチュード9.0の大地震にも耐えうる設計がなされている。しかし2001年に起きたマグニチュード6.8クラスの地震でトイレの水が漏れ出している。これ以外に、タワーは強風にも耐える必要があった。時速10キロメートルの風でも16ミリメートルしか塔は揺れない。
展望台のレストランは展望廻転式で、47分間で360度のシアトルの景観を楽しめる。1993年タワー内のエレベータの交換が行われ、時速16キロメートルになり、降下時は雨の落ちる速度と同じになった。
1999年12月31日(大晦日)、スペースニードルの展望台が「スカイビーム」という光によって強く光り輝いた。光の光度は85万カンデラで、シアトル全体の上空を明るく輝かせた。スカイビームはアメリカ独立記念日やいくつかの特別な日にしか点灯しない。スカイビームのアイデアはもともと1962年の万国博のポスターから来たもので、なぜならポスターの上には同じようなビームが描かれている。スカイビームは大変明るいため光害を引き起こし、天文学者の反感を買った。もともと1年間に75回点灯させる予定だったが、最後の1年は12回も点灯することはなかった。アメリカ同時多発テロ事件の時には、スカイビームは12日間点灯し、哀悼の意を示した。
当時、184mのスペースニードルはミシシッピ川より西の建築物の中で一番高かったが、現在ではシアトルの他の建物(その中で一番高いのは284mのコロンビアセンター)と比べても低い建物になってしまった。

## 歴史

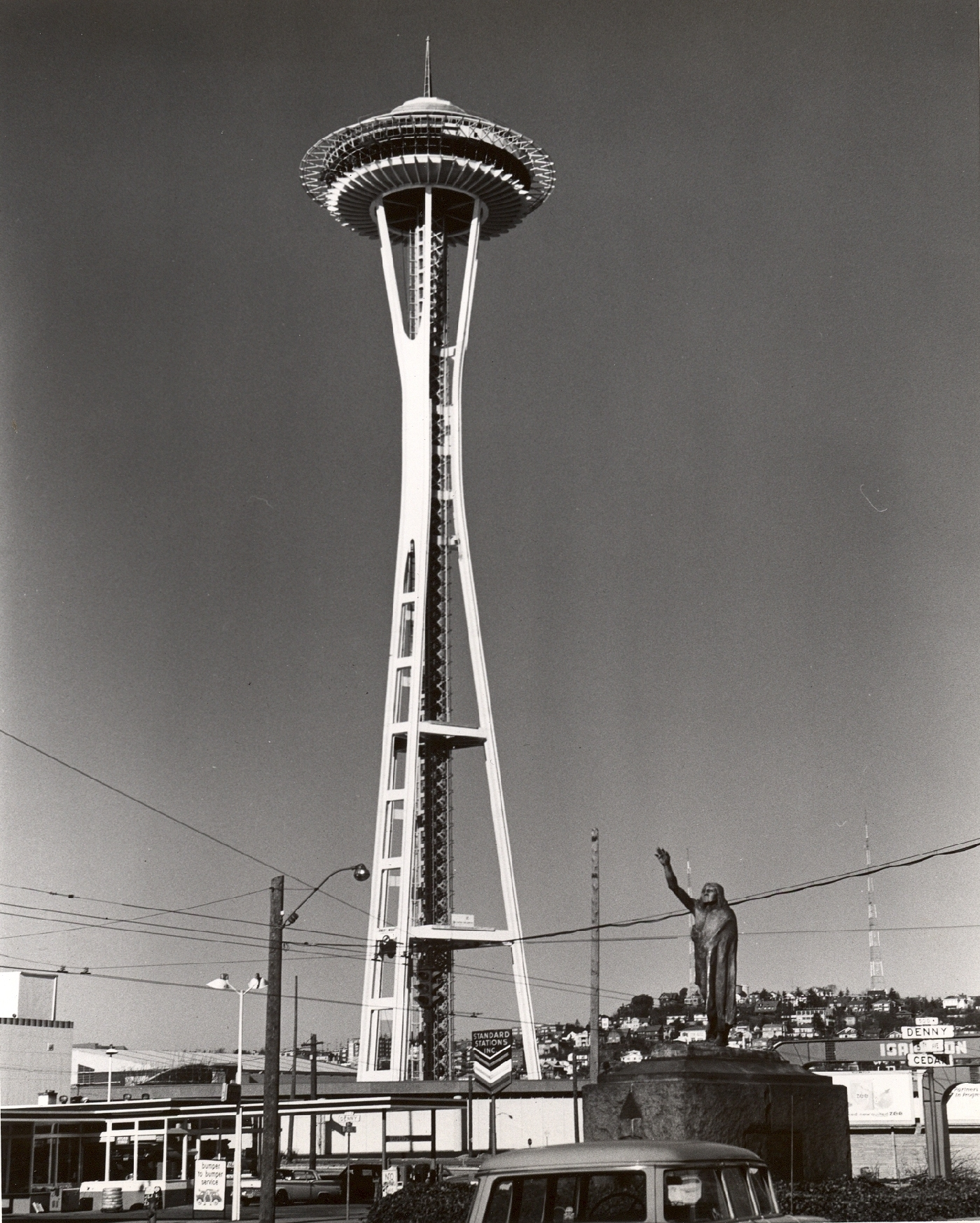
60年代のスペースニードル

シアトルにある「Brendan J. Cysewski」という喫茶店がいわゆる「スペースケージ」というデザインを生み出す。実はこれがスペースニードルの最初のデザインになった。このデザインのスケッチはエドワードがこれを見るまで、ずっとこの喫茶店に置かれていた。
エドワードはホテル企業の会長で、実のところ芸術的デザインにまったく理解はなかったが、彼がドイツを遊歴している時、シュトゥットガルトテレビ塔（en:Fernsehturm Stuttgart）というタワーを見て、インスピレーションを感じ、また1962年の万国博覧会のテーマが「21世紀」である事を知っていたため、そこで彼は気球のような建築物をデザインした。しかし、それはすぐに構造上の問題に突き当たり、頓挫することとなる。
この時ジョンがスペースニードルの設計に携わる。ジョンは有名な建築家で、以前は世界で最初のショッピングモール-シアトルノースモールを設計したことがある。スペースニードルのデザインでは、彼は気球のデザインをあきらめ、円盤デザインを採用することにした。そして彼と他の12名の建築家と共に検討と研究を重ね、万国博の開幕18ヶ月前にようやく最終のデザインを完成させる。

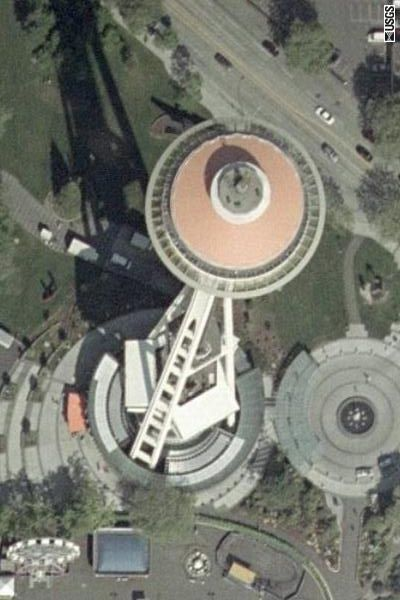
空から見たスペースニードル

1961年、7万5千ドルする37メートル四方の土地が必要になるが、不幸にも市は財政上彼らを援助しなかった。しかも博覧会会場の中でしか建築許可を与えなかった。資金不足からスペースニードルを建てる場所が見つからなかった。この時開幕まで残すところ１年だった。
スペースニードルの耐震性は信頼のおけるものである。なぜならこのタワーは直径40メートル、深さ10mの円筒状の基礎の上に建てられているからである。多くのコンクリートミキサー車が丸一日の時間をかけて、この深い穴を埋めるのは、おそらくアメリカ西部で史上最大のコンクリート事業だろう。この基礎はほぼ6000トンの重量があり、250トンもの鉄骨が入っている。
現場では日夜作業が進められ、最上階にある5層目も順調に完成した。十分な水平さは、タワーの回転式レストランに小型モーターを使い回転させることができる程であった。エレベータも開幕の一日前に設置が終わった。展望デッキには「Orbital Olive」の名が入り、タワー本体には白色、入り口は赤色、屋根には金色でペイントされた。1962年4月、スペースニードルは完成した。すべての工程を完成させるのに要した時間は1年足らず、建築費用は450万ドル。
万国博の期間中、毎日2万人ほどの観光客がタワーに上ったが、終始2万人を超えることはなかった。もし1日あたり50人ほど多ければ、2万人を超えていたのが悔やまれる。工事中スペースニードルはアメリカ西部でもっとも高い建物だった。
1982年に、タワーはさらに一層増築された。この一層はもともと設計段階では存在していたのだが、技術的な問題で、建築後20年を経てようやく加えられた。この層は最多で360人収容可能である。
1987年7月、タワーは南西に95m「移動」した。いわゆる移動は、地図上の位置を修正したに過ぎない。なぜならアメリカ海洋大気庁が10年を期限とした衛星イメージマップ計画を始めたからである。つまり衛星写真を利用して地図を修正するわけで、スペースタワーのようなランドマーク性のある建物は優先的に更新される。
2000年に補修工事が行われた。この工事にかかった費用は建築費用の5倍(2100万ドル)。

## 飛び降り
かつてスペースニードルから飛び降り自殺が3件起きた。この3件はいずれも70年代に起きたもので、そのうちの2件は1974年に起きている。この時にはまだ安全ネットが張られていなかった。3件目は1978年に起きている。この3件以外に、もうひとり自殺を図っているが、安全ネットにより一命を取り留めている。
飛び降り自殺以外に、ベースジャンピングする者もいる。かつて6人がこのタワーの上から飛び降りた。事前に申請の無い場合は法律違反となり、飛び降りた6人中2名が逮捕されている。

## 文化的影響
スペースニードルは、かつて多くの映画とテレビドラマの舞台となった。また、Windows 8のロック画面にも現れる。

### スペースニードルが舞台になった作品
- ダークエンジェル
- オースティン・パワーズ
- パララックス・ビュー
- クロニクル
- inFAMOUS Second Son

など。